# Marble Range Park
Marble Range Park är en park i Kanada.   Den ligger i provinsen British Columbia, i den sydvästra delen av landet, 3 400 km väster om huvudstaden Ottawa. Marble Range Park ligger 1 674 meter över havet.
Terrängen runt Marble Range Park är kuperad. Trakten runt Marble Range Park är nära nog obefolkad, med mindre än två invånare per kvadratkilometer.. Närmaste större samhälle är Clinton, 19,7 km sydost om Marble Range Park.
I omgivningarna runt Marble Range Park växer i huvudsak barrskog.